# Tintarella di luna (песня)
«Tintarella di luna» (с итал. — «Лунный загар») — песня, записанная итальянской певицей Миной (под псевдонимом Baby Gate). Её написали Бруно Де Филиппи и Франко Мильяччи. Песня стала первым крупным хитом певицы. В Италии песня заняла третье место в чарте, а её продажи превысили 200 000 копий.
Позже, в 1960 году, песня была включена в дебютный студийный альбом Мины с одноименным названием. Мина также записала французскую версию под названием «Un petit claire de lune». Песня исполнялась в музыкальном фильме «Крикуны перед судом» 1960 года, в котором играла Мина.
Песня «Mai» была использована в качестве би-сайда. Её написали Артуро Касадеи, Альдо Локателли, Сильвана Симони и Альдо Валлерони. Эта песня не была включена ни в один студийный альбом Мины.

## Отзывы критиков
В американском журнале Cash Box оценили песню на четыре с плюсом и отметили, что она могла бы поднять шумиху в чартах.

## Список композиций
7"-сингл
A. «Tintarella di luna» — 3:00
B. «Mai» (Артуро Казадеи, Альдо Локателли, Сильвана Симони, Альдо Валлерони) — 1:56

## Участники записи
- Вокал — Мина
- Сопровождение — ансамбль I Solitari

## Чарты
| Чарты (1959—1960)              | Высшая позиция |
| ------------------------------ | -------------- |
| Бельгия/Валлония (Ultratop 50) | 47             |
| Италия (Musica e dischi)       | 3              |

## Кавер-версии
Песня была исполнена на итальянском, французском, испанском и португальском языках многими исполнителями, включая Далиду, Селли Кампелло, Боба Аззама и Os Mutantes.